# Lake of the Woods megye (Minnesota)
Lake of the Woods megye az Amerikai Egyesült Államokban, azon belül Minnesota államban található. Megyeszékhelye és legnagyobb városa Baudette. Lakosainak száma 3763 fő (2020. április 1.). Lake of the Woods megye Koochiching, Beltrami és Roseau megyékkel határos.

## Népesség
A megye népességének változása:
| Lakosok száma | 4040 | 4012 | 3966 | 3929 | 3923 | 3763 |
|               | 2010 | 2011 | 2012 | 2013 | 2015 | 2020 |